# Klax (videogioco)
Klax è un videogioco arcade del genere rompicapo ideato da David Akers e Mark Stephen Pierce e pubblicato nel 1990 dalla Atari Games. Ispirato a Tetris, ha come scopo quello di allineare in tempo reale blocchi colorati che rotolano su un piano e infine cadono.
Il videogioco di solito venne molto apprezzato dalla critica. Sviluppato inizialmente in contemporanea nelle versioni arcade e Amiga (metodo insolito), è stato convertito per numerose console e home computer, comprese quelle Nintendo (tra cui il Game Boy Color), e incluso in raccolte di videogiochi retrò pubblicate per piattaforme più recenti. Anche le versioni Atari 5200 e 7800 uscirono molti anni dopo l'epoca di queste console, per il mercato del retrogaming.

## Modalità di gioco
Il campo da gioco di Klax è costituito da un piano mostrato in prospettiva tridimensionale, lungo il quale rotolano verso il basso blocchi di diversi colori, a velocità e frequenza differenti dipendendo dal livello (chiamato wave, "ondata"). Il giocatore controlla una piccola piattaforma posta sul bordo inferiore del piano, la quale può scorrere esclusivamente in senso orizzontale, designata per raccogliere i blocchi e poi farli ricadere uno alla volta, con il comando di rilascio da parte del giocatore, lungo cinque colonne di cinque spazi verticali. Fare Klax significa allineare nei suddetti spazi un gruppo di almeno tre blocchi dall'identico colore, in orizzontale, verticale o diagonale, facendoli così scomparire per lasciare spazio ai successivi.
I blocchi che non vengono raccolti al volo con la piattaforma cadono fuori e sono persi, e perderne un certo numero determina la sconfitta. Sulla piattaforma si possono impilare fino a cinque blocchi alla volta (il primo a essere scaricato sarà l'ultimo raccolto), se si tenta di impilarne di più andranno persi. Non è permesso inoltre scaricare i blocchi in una colonna già piena.
Oltre a spostare la piattaforma e scaricare i blocchi, il giocatore ha la possibilità di rilanciare il blocco che sta in cima alla piattaforma verso il piano di gioco, circa a metà della sua lunghezza, dove ricomincerà subito a rotolare verso il basso. Si può inoltre accelerare il rotolamento dei blocchi quando si desidera.
I livelli sono raggruppati cinque a cinque, per un numero complessivo di cento. Ogni livello può avere un diverso obiettivo, come ad esempio totalizzare un certo numero di Klax qualsiasi, un certo numero di Klax in determinate direzioni, resistere per un certo numero di blocchi o raggiungere un certo punteggio.
Sono possibili varie combinazioni speciali di blocchi, tra cui un super bonus con un salto di 50 livelli accessibile nel caso in cui si riesca a disporre i blocchi formando una "X" costituita da cinque blocchi per ciascuna diagonale.
Solo sulle piattaforme più potenti (almeno arcade, Amiga, ST, DOS, Mega Drive) è disponibile la modalità a due giocatori in simultanea, con lo schermo diviso verticalmente e un piano di gioco completo e indipendente a testa.

## Eredità
Nel 1991 uscì Hypnotic Land, dichiaratamente ispirato a Klax, ma con meccaniche di gioco pesantemente modificate.
Un clone commerciale più fedele è Klix!, uscito nel 2000 per Windows e nel 2014 per Android e seguito da Klix 2 per Windows nel 2007.
Nel 2010 la Super Happy Fun Fun, amministrata da Mark Stephen Pierce, ha prodotto Star*Burst, videogioco per iOS ispirato a Klax.